# Belrose
Belrose é um subúrbio do norte de Sydney, no estado da Nova Gales do Sul, na Austrália, 19 quilômetros a nordeste do distrito empresarial central de Sydney, na área do governo local do Conselho de Northern Beaches. Belrose faz parte da região Northern Beaches. Em 2011, sua população era de 8 288 habitantes.